# Hammermühle (Münchberg)
Hammermühle (früher auch Ulrichsmühle genannt) ist ein Gemeindeteil der Stadt Münchberg im Landkreis Hof (Oberfranken, Bayern). Hammermühle liegt in der Gemarkung Markersreuth.

## Geografie
Die Einöde liegt am Modlitzbach, der unmittelbar südlich als linker Zufluss in den Ulrichsbach mündet. Im Osten steigt das Gelände zum Hammerberg (593 m ü. NHN) an. Ein Anliegerweg führt 400 Meter nördlich zu einer Gemeindeverbindungsstraße, die nordöstlich nach Markersreuth bzw. südöstlich nach Grund verläuft.

## Geschichte
Hammermühle gehörte zur Realgemeinde Markersreuth. Gegen Ende des 18. Jahrhunderts bestand Hammermühle aus einem Anwesen. Die Hochgerichtsbarkeit  stand dem bayreuthischen Stadtrichteramt Münchberg zu. Die Rittergüter Ebnath und Schwarzenreuth waren Grundherren des Mühlengutes mit Mahlmühle.
Von 1797 bis 1810 unterstand Hammermühle dem Justiz- und Kammeramt Münchberg. Infolge des Ersten Gemeindeedikts wurde Hammermühle dem 1812 gebildeten Steuerdistrikt Markersreuth und der zugleich entstandenen die Ruralgemeinde Markersreuth zugewiesen. Im Zuge der Gebietsreform in Bayern wurde Hammermühle am 1. Mai 1978 nach Münchberg eingemeindet.

### Baudenkmäler
- Haus Nr. 2: Mühle[8]

ehemaliges Baudenkmal
- Haus Nr. 1: Wohnstallbau mit Frackdach, Wohnteil wohl noch 18. Jahrhundert mit massivem Erdgeschoss und Obergeschoss aus Fachwerk. Die Stalltür am Sturz bezeichnet „18 JAR [?]25“.[9]

### Einwohnerentwicklung
| Jahr      | 1812  | 1819   | 1861   | 1871   | 1885   | 1900   | 1925   | 1950   | 1961   | 1970   | 1987   |
| Einwohner | *     | *      | 5      | 6      | 4      | 3      | 8      | 15     | 5      | 3      | †      |
| Häuser    | *     |        |        |        | 1      | 1      | 1      | 1      | 1      |        | †      |
| Quelle    | [ 6 ] | [ 11 ] | [ 12 ] | [ 13 ] | [ 14 ] | [ 15 ] | [ 16 ] | [ 17 ] | [ 18 ] | [ 19 ] | [ 20 ] |

## Religion
Hammermühle ist bis heute nach St. Martin (Ahornberg) gepfarrt und evangelisch-lutherisch geprägt.